# Sud-Est (jornal)
Sud-Est (Sudeste) é um jornal em língua romena com sede em Chişinău, Moldávia. Atualmente, tem como editora-chefe a jornalista Valentina Tăzlăuanu. O jornal publica-se trimestralmente e aborda temas sobre cultura e civilização.